# پولیکیاده
پولیکیاده، روستایی است از در بخش دشت سر شهر آمل و یکی از روستا های خیلی قدیمی مازندران محسوب می‌شود

## جمعیت
این روستا در دهستان هرازپی جنوبی قرار داشته و براساس آخرین سرشماری مرکز آمار ایران که در سال ۱۳۸۵ صورت گرفته، جمعیت آن ۳۲۱ نفر (۸۷ خانوار) بوده‌است.